# David Gilmour (album)
David Gilmour – pierwszy album Davida Gilmoura. Został wydany 25 maja 1978 roku nakładem wytwórni Harvest Records i EMI w Wielkiej Brytanii oraz Columbia Records w USA.
W roku 1978 album osiągnął 29 pozycję na liście popowych albumów Billboardu. Z tego albumu wydano jedyny singiel – "There's No Way Out of Here" .
W roku 2006 wydano zremasterowaną wersję, na której wszystkie utwory są dłuższe, w związku z dłuższym ich wyciszaniem.

## Lista utworów
(wszystkie, z wyjątkiem opisanych skomponował David Gilmour, w nawiasach podano czas utworów z wydania 2006 r.)
1. "Mihalis" - 5:46 (6:00)
2. "There's No Way Out of Here"(Ken Baker) - 5:08 (5:24)
3. "Cry from the Street" (Gilmour/Electra Stuart) – 5:13 (5:18)
4. "So Far Away" - 6:04 (6:12)
5. "Short and Sweet" (Gilmour/Roy Harper) - 5:30 (5:33)
6. "Raise My Rent" - 5:33 (5:49)
7. "No Way" - 5:32 (6:14)
8. "Deafinitely" - 4:27 (4:29)
9. "I Can't Breathe Anymore" - 3:04 (3:40)

## Wykonawcy
- David Gilmour – śpiew, gitara, instrumenty klawiszowe, pianino (w "So Far Away")
- Rick Wills – gitara basowa, śpiew
- Willie Wilson – perkusja
- Mick Weaver – pianino
- Carlena Williams – chór
- Debbie Doss – chór
- Shirley Roden – chór